# 타오르지마 버스터
《타오르지마 버스터》는 시너지미디어에서 제작한 3D TV 만화이며 1기는 2017년 1월 7일부터 7월 6일까지 KBS 1TV, 2기는 2018년 11월 22일부터 2019년 4월 11일까지 KBS 2TV에서 방영했다.

## 방송 일시
| 방송 채널 | 방송일                    | 방송 시간 |
| --------- | ------------------------- | --------- |
| KBS 1TV   | 2017년 1월 1일 ~ 7월 6일  | 종료      |
| KBS 2TV   | 2018년 1월 1일 ~ 1월 20일 | 종료      |

## 등장인물

### 공대장 측

#### 공대장(CV:안영미)
타오르지마 버스터의 주인공. 나이는 초등학생인데, 작품 상의 위치는 기구한 운명을 가졌다. 버스터 팀 증언으론 숙제는 열심히 하는데 공부는 못한다고 한다. 운동신경이 특히나 안 좋아서 체육시간에 억울한 일을 많이 당하는 듯. 소심한 성격으로 학교에서도 잘 안 나서는 평범한 초딩인데, 작품의 메인 악당인 공대왕이랑 이름이 같다는 이유 하나만으로 갖은 몸 고생, 마음 고생을 다 하고 있다.

#### 어썰트(CV:홍범기)
타오르지마 버스터의 등장인물. 티버스터즈 부대 대장이다. 말버릇이 "타오른다!!", "불~타오른다!"가 대부분인 열혈 캐릭터이긴 한데 사실은 허세를 잘 부리는 털보 아저씨에 가깝다. 평소에 하는 처신 때문에 하극상을 자주 당한다. 제조 날짜, 즉 생일이 17년 9월 21일이라는 게 11화에서 밝혀진다. 11화가 방송을 탄 건 2017년 4월이지만 17년이 2017년이라는 착각을 하면 안되는 게, 15화에서 아무렇지도 않게 "150년 전이던가…"하면서 회상 모드로 들어가는 스나이퍼를 보면, 버스터 팀 애들 나이는 한 세기는 우스운 것 같다. 다시 말해 어썰트가 제조된 년도가 1817년 혹은 그 이전에 제조되었다고 볼 수 있다. 현재 유일하게 제조 날짜가 밝혀진 멤버다. 결합시에는 역시 리더인 만큼 결합기들의 메인 조종을 맡는다. 하지만 때때로 스나이퍼가 주 조종을 맡기도 하고, 다른 멤버들이 공격하고자 하면 자신이 원치 않아도 막을 수 없는 듯하다.

#### 스나이퍼(CV:안영미)
타오르지마 버스터의 티 버스터즈 멤버. 사실상 서브 리더격 존재.어썰트가 허당끼를 흩뿌리며(...) 사건을 크게나 만들지 않으면 다행일 때, 가장 나은 작전을 대원들에게 내리거나, 상황에 맞는 머신을 정해 공대장에게 결합 요청을 한다. 하지만 지구 상식 부족과 정작 필요할 때인 팀이 열혈극을 찍으며 타오를 때는 말릴 생각은커녕 같이 타오르는 지라 대장이에겐 다른 멤버들보다는 좀 나은 정도일 뿐, 함께 골칫거리 취급을 받는다.

#### 시그널(CV:홍범기)
타오르지마 버스터의 티버스터즈 멤버 중 하나. 팀 내에서 가장 키가 작고 겁이 많으며, 귀여운 외모 덕분에 팀 내에서 좀 나은 대접을 받고 있다. 하지만 신체 능력은 그에 맞게 뒤떨어져서 언제나 허당스럽게 나서다가 맨 뒤로 뒤쳐지는 어썰트에게 잡힌다. 어썰트는 버리지 말아달라며 다리를 잡는데 그 때마다 망설임없이 "이거 놔!"를 외치면서 벗어나려 아둥바둥거린다. 시즌 2 14화의 대사를 보면 자격 시험 하위권에 든 적이 지구에 오기 전에도 있었던 듯. 빼도박도 못하는 보결 대원이다. 선글라스를 끼고 있는 것 같지만, 엄연히 시그널과 한 몸인 몸의 일부분이며, 잘 보면 곤충의 겹눈처럼 눈이 여러개 나눠져 있는게 특징이다. 시신경이 곤충처럼 되어있는지는 불명. 하지만 시신경이 곤충처럼 되어 있대도, 눈이 머리의 반 이상을 덮는 곤충들관 달리, 인간처럼 얼굴 정면에 적은 부위만 덮고 있는지라, 시야각은 인간과 다를 바 없다.

#### 메딕(CV:홍범기)
타오르지마 버스터의 티버스터즈 멤버 중 하나. 팀의 의무병이자 엔지니어(+ 매드 사이언티스트). 얼굴이 프랑켄슈타인의 괴물마냥 괴상하게 생겼다. 이가 삐죽삐죽 날카로우며 그 사이로 혀를 흐느적 거리는 게 특징. 애꾸눈처럼 보이지만, 14화에서 오른쪽 눈에 달린 저 기계를 돌리며 공주를 관찰했던 것이나, 시즌 2에서 X버스터즈 결합기의 약점을 찾아낼때도 똑같이 기계를 돌리는 모습이 나온다. 아마 스캔기 아니면 분석기를 외안경 형식으로 단 것에 더 가까운 듯. 앞에 실험복 단추처럼 생긴 검정 원은 USB 단자다. 시즌2 15화에서 상대방을 세뇌 시키는 기능이 밝혀졌다. 티버스터에 탄 상태로 했기 때문에, 로봇에 들어가서 생긴 특수 기능인지, 개인으로도 할 수 있는 기능인지는 아직 미지수. 외안경에서 세뇌파가 나오는 게 위력이 약화된 정도라도 할 수 있을 확률이 크다. 딱 팀포의 엔지니어와 메딕을 적절히 버무린 듯한 캐릭터. 사실 구상 단계에서 머리에 새겨진 문양은 적십자였으나, 저작권 상의 문제로 지금의 빨간 스패너 모양으로 변경되었다. 의무병이라지만, 결국 멤버들은 로봇들이라서, 변경된 것 치고는 더 설정에 맞게 변경된 것 같다. 얘는 그나마 지구상식이 있는편.

#### 헤비(CV:홍범기)
타오르지마 버스터의 티 버스터즈 멤버 중 하나. 육중한 체격을 가졌으며 엄청난 괴력을 갖고 있다. 배에 힘을 주면 그 안에서 각종 무기고가 튀어나오는 기믹이 있다. 결합시나 복제 헤비가 마지막으로 눈 감을 때를 보면 눈이 TV 화면 같은 형태로 되어있음을 알 수 있다. 유일하게 내부 기계장치를 보인 멤버로 21화 때 오염된 버스터 코인을 먹고 내부 장치가 바이러스에 감염되어 감기에 걸렸다. 사람 인체처럼 액체로 가득 차 있지만, 그 밑에는 장기가 아닌 정밀 기계들처럼 CPU가 딸린 회로판이 있는 게 특징. 버스터즈 멤버들이 생명체와 기계를 혼합한 구조를 가졌다는 것을 알려준다.

### 공대왕→미키 측

#### 공대왕(CV:안효민)
공대장과 이름이 같은 동명이인이자 경비 아파트에 살고 있는 경비원 아저씨. 박사 학위를 갖고 있지만 아파트 경비원 일도 한다. 아르바이트 삼아 하고 있었다 한다. 시즌 2에서 새로운 용병 엑스버스터를 주문해, 이번엔 제대로 받으면서 제대로 된 악역으로 활동한다. 공대장에서 공대왕으로 개명.

#### 미키(CV:안효민→홍범기)
공대장네 반 엄친아. 이런 캐릭들이 다 그렇듯 조금 언동이 재수 없다. 외국에서 살다왔다고 한다. 그래서 말의 반이 영어고, 나머지 반인 한국말도 잔뜩 혀를 굴리며 말한다. 공대장도 영어식으로 "Kong~"이라고 부른다. 엄친아 캐릭터 답게 일단 나오면 뭐든지 잘하고, 얼굴도 잘생겼고, 말이 조금 잘난체하는 느낌이 들어서 그렇지 전반적으로는 친절한지라 애들한테 인기가 좋다. 쥐나 박쥐를 무서워하는 것 같다. 24화에서 쥐를 보고 놀라 뒷걸음질 치다 수지를 낭떠러지로 떨어트리고, 당황해서 수지를 구하러 들어가다 박쥐가 무더기로 튀어나오자 엄청난 속도로 중간까지 내려간 낭떠러지를 뛰어올라 멀리 도망가 버렸다.(거희 우사인볼트 수준이다 의리없는 새X)그리고 자기 대신 수지를 구해온 공대장에게 고맙다고 먼저 악수를 청했다.

#### 레인저(CV:안효민)
시즌 2부터 등장한 모든 이에게 존댓말을 쓰고 정확하게 일을 처리하는 엑스버스터의 리더이다. 얼굴에 왠지 모를 흉터가 있으며, 어썰트와는 달리 계약자에게 충성적이며, 농땡이를 피우지도 않는다. 힐러가 임무 중에 살짝 친 말장난에도 타박을 하는 것이 살짝 지나치게 임무에 충실한 듯한 모습을 보인다. 또한 손가락이 없는 장갑을 항상 끼고 있으며, 스타워즈 주인공 마냥 광선검을 들고 다닌다. 하지만 스타워즈의 광선검으로 사용하기 보다는 손잡이 양쪽에 광선을 뿜어 광선봉처럼 사용하는 게 주이다. 그리고 가끔 채찍처럼 적을 낚아채 날려버리기도 한다. 광선검이라는 특이점 때문에 날 나갈 걱정이 없어서인지 좀 하찮게 사용하기도 한다. 공대왕의 명령으로 놀이동산 부지 안에 수영장 만들 때 광선검을 지팡이로 사용하는 파격적인(…) 모습을 보여줬다. 손가락에서 불이 나오기도 하며, 발에 직각의 벽에서도 설 수 있는 고정 장치가 달려 있다. 무슨 일 때문인지 팀원, 계약자, 지나가는 비밀요원(?)에게도 존댓말을 썼는데 어썰트를 만나자마자 흥분해 반말로 소리 지르며 결합기로 마구 공격을 해댄다. 덕분에 시즌 2 내에서 힐러와 함께 KBS판에서 대사 수정량이 가장 많은 축에 속한다. 7화에서 우연히 같이 떨궈진 시그널에게 상황 설명을 하는데, 120년 전 당시 해적 두목이었던 서플라이를 잡아다 EXIT 본부로 이송하던 중 어썰트를 만나 같이 EXIT 본부로 돌아가는 길에 사고가 생겨, 푸 행성에 불시착 해버렸다. 그 행성이 마침 EXIT가 몇몇 업무를 수행하던 행성이라 부품들을 모아 탈출선을 마련하는 데 성공했으나, 잠시 엑스 라이더에 있던 물건을 챙겨오는 동안 어썰트가 탈출선을 가동시켜 버렸고, 마침 서플라이와 같이 탈출한 덕에 서플라이를 잡은 공적이 어썰트에게 넘어가버려 아주 이를 갈았다고 한다. 하마터면 개조된 서플라이의 기억을 자극시켜 돌아오게 할까봐 같은 엑스버스터 멤버들에게 해명도 못하고 120년 동안 속앓이를 해왔던 듯.

#### 힐러(CV:강시현)
시즌 2에서부터 등장한 엑스버스터 멤버. 엑스버스터의 트레이닝을 맡고 있다. 머리에 있는 뿔은 스캐너와 카메라 기능이 있어 버스터 팀에겐 외계 생물인 인간의 건강 상태도 확인할 수 있다. 스캔한 때는 몸이 공중 부양이 되는데, 따로 몸에 부스터 같은 장치가 없이 스캔 빛만 뿜어져 나오기 때문에 굉장히 신비로운 느낌을 준다. 전투할 때를 보면 검진용 스캔 말고도, 공격용 광탄도 쏠 수 있는 것 같다. 외모를 굉장히 따지는지, 처음 만난 공대왕과 공대장의 외모를 볼 땐 마음에 안 든다고 각종 막말을 다 해댔다. 말투도 상당히 까칠한 편이라, 엑스버스터 멤버들 중 KBS 방영판에서 가장 많이 수정되는 캐릭터가 될 듯하다. 얼굴에 항상 홍조가 있으며 성실한 다른 멤버들과는 달리 조금 농땡이를 피우는 성격이다. 덕분에 임무에 충실하며 자신을 타박하는 레인저와는 냉냉한 관계인 듯. 몸통 중앙에 배꼽 위치에 있는 원을 빼내 훌라후프, 무기 역을 하는 링을 소환시킬 수 있다. 그 링은 버스터 대원들의 몇 배 크기나 되는 인간도 쓸 수 있을 정도로 크기 조절이 되고, 풀파워로 돌렸을 시 회오리도 일으킬 수 있을 정도의 파워도 갖추고 있다. 회오리가 발생할 정도로 최고 강도로 설정했을시, 일정 강도를 넘어서면 자동으로 폭발하게 되어 있어서, 회오리에 휘말린 적군을 일망타진시킬 수 있는 무서운 무기다. 하지만 대부분의 사용법은 강도를 최하로 넣고 자동으로 운동을 시켜주는 자동 훌라후프로 쓰는 경우나, 부메랑으로 쓰는 경우인 듯. 링 자체에 총 기능도 있다. 뒤에 포니테일 머리카락처럼 튀어나온 세 갈래의 케이블은 결합시에는 들어가진다. 결합기를 조종하는 솜씨는 꽤 훌륭하다. 검진의라곤 하지만 굉장히 호전적이면서도 상황에 맞게 무기를 연타하거나, 연막 기술을 쓰는 것이 꽤 여러 전투를 헤쳐온 군인스러운 모습을 보인다.

#### 서플라이(CV:홍범기)
시즌 2에서부터 나오는 엑스버스터의 쉐프. 원래 악명 높은 우주 해적단의 두목이었지만, EXIT에 붙잡혀 개조를 당한 뒤 남을 잘 보살펴 주는 성격의 용병이 되었다. 사악하게 생긴 외모와 굵고 음산한 목소리와는 다르게 모두에게 친절하고 항상 궂은일을 하지만 싫은 소리 한번 하지 못한다. 머리에서 김이 나며 그것으로 음식이나 음료를 댑힐 수 있는 것 같다.

### 주인공 메카

#### 티파이터
어썰트를 중심으로 결합하는 전투기로 티버스터 합체 시 티버스터의 상체 부분이 된다. 1화에 첫 등장. 모든 비히클이 합체한 티버스터를 제외하고 티드론과 함께 날 수 있는 두 대 중 하나지만 기능은 확실히 나뉘는데, 티파이터는 주로 제트기+우주 비행선 역할이다. 우주물이 아니라서 제트기 기능이 압도적이지만, 22화에서 대기권을 돌파하는 걸 볼 수 있다. 다른 비히클들은 최대 출력을 낼 때나 쓰는 '파이널 부스터'를 결합시에 이미 하고 나오는 것부터 이미 추진력이 넘사벽급 비히클이란 걸 알려준다. 거기다 양 날개에 추진부가 더 붙어 있어서 '파이널 부스터'보다 윗단계인 '파이널 슈퍼 부스터'도 쓸 수 있다. 완구판은 버스터 머신 중 유일하게 음성 기능이 있다. 포신은 좌우 상하 회전 가능.
필살기: 파이터스 스모그, 버스터 플레어, 파이널 슈퍼 부스터, 버스터 캐논

#### 티드릴
스나이퍼를 중심으로 결합하는 드릴로 티버스터 합체 시 티버스터의 오른쪽 팔 부분이 된다. 4화에 첫 등장. 주로 돌진하거나 벽이나 바닥을 뚫는 용도로 쓰이며 티버스터의 주먹을 위협적으로 만들어 준다. 완구판은 왼쪽 버튼을 누르면 드릴이 돌아가는 기믹이 있어 버스터 드릴을 재현할 수 있다.
필살기: 버스터 드릴, 파이널 부스터, 버스터 허리케인

#### 티비틀
시그널을 중심으로 결합하는 비틀로 티버스터 합체 시 티버스터의 왼쪽 팔 부분이 된다. 7화에 첫 등장. 물론 보이는 것처럼 주 기능은 집게를 이용한 물건 옮기기. 하지만 최대로 힘을 내면 바위를 으깨 부술 정도의 파워도 갖고 있다. 여담으로 시즌 1에서 유일하게 공대장이 버스터 엑시트 버튼으로 해체한 적이 없는 비히클이다. 남자 애들의 로망(?)인 합체 비히클 티버스터도 버스터 팀 애들이 조금만 타오른다 싶으면 망설임 없이 자폭 버튼을 눌러 해체 시키는 공대장에겐 특이한 케이스. 이건 딱히 공대장이 이 비히클을 편애했다기 보다는, 전투용 기능이 없다 보니 버스터 팀 애들도 다른 비히클로 결합했을 때완 달리 얌전한 편(?)이라서 그런 듯. 그리고 시즌 2에서 유일하게 결합하지 않은 비히클이다. 완구판 오른쪽 버튼을 누르면 집게가 앞으로 나오는 기믹이 있어 극중처럼 집게를 잡거나 버스터 크래시를 재현할 수 있다.
필살기: 버스터 드라이브, 버스터 크래시

#### 티드론
메딕을 중심으로 결합하는 드론으로 티버스터 합체 시 티버스터의 하체 뒷 부분이 된다. 3화에 첫 등장. 티파이터와 같이 날 수 있는 비히클 중 하나지만, 추진력은 티파이터보다 못하다. '파이널 부스터' 역할을 하는 헤비도 비히클 뒷 꼬리 부분이 아니라 아래 바닥 부분에 붙어있어서 '파이널 부스터'를 못쓰는 두 비히클 중 하나다. 그래도 덕분에 세부 작업에 유용하다. 작품 자체가 전투물이 아닌 일상물이라서 오히려 활용도도 이 쪽이 더 높다. 여담이지만 해체버튼으로 강제 해체될 때 보다는 외부 충격 등으로 부서질 때가 더 많은 편. 완구판은 극중처럼 버스터 엔진의 가동이 가능하다.
필살기: 파이널 버스터 피닉스

#### 티탱크
헤비를 중심으로 결합하는 탱크로 티버스터 합체 시 티버스터의 하체 부분이 된다. 2화에 첫 등장. 포를 쏘는 것 뿐만 아니라 주변 전력을 차단 하는 전자포 기능도 있다. '파이널 부스터' 역할을 하는 헤비가 맨 위로 가서 서브 대포 역할을 하기에 '파이널 부스터'는 사용하지 못한다. 화력이 티버스터 다음으로 강하다. 티탱크만 나오는 에피소드만 몰아보면, 확실하게 전투물 같다. 완구판은 버스터 바주카의 노란 부분을 앞으로 당겼다가 뒤로 가면 버스터 바주카의 총알 부분이 튕겨져 나오는 기믹이 있다. 놀랍게도 티탱크위에 피규어를 살짝 걸쳐서 피규어 탑승도 가능하다.
필살기: EMP 캐논, 버스터 트윈 캐논

#### 티버스터
어썰트의 티파이터, 스나이퍼의 티드릴, 시그널의 티비틀, 메딕의 티드론, 헤비의 티탱크가 5단 합체한 최강의 로봇. 13화에 첫 등장.[9] 제일 많이 등장한 비히클[10]이고, 최초로 2화 연속 등장한 비히클이기도 하다.모든 비히클들이 합체한 로봇이라 비히클들 각각의 기술을 쓸 수 있고, 티드릴을 파워 가동 시켜 강력한 창 모양의 플라즈마를 한 손에 맺히게 할 수 있다. 참고로 크기는 공대장의 키와 같은 수준(…). 하지만 전투력은 군 부대 한 대대를 끌고와도 압도하는 수준이었다.전투기의 미사일 폭격에 맞아 폭파되긴 했지만, 처음 미사일 폭격은 버스터 플레어로 미사일 방향을 바꿔서 다른 곳에서 폭파시켜서 막은 것을 보면 막을 수 없었다기 보다는 공대장을 다치게 하기 싫었기 때문에 자폭한 것이다.
필살기: 버스터 헬파이어, 카오스 임팩트, 버스터 크래시, 버스터 드릴, 버스터 프로텍트, 버스터 캐논, 버스터 카오스, 파이널 부스터 맥시멈, 버스터 발칸, 버스터 플레어, 버스터 킥, 버스터 스피어, 티비틀 발사, EMP 폭탄, 버스터 마인드 컨트롤, 버스터 토네이도 킥, 버스터 크로스 캐논

### 악역측 메카

#### 엑스라이더
레인저를 중심으로 결합하는 전투기로 엑스버스터 합체 시 엑스버스터의 상체 부분이 된다. 시즌 2 5화에 첫 등장. 엑스버스터의 다른 기체들과는 달리, 티파이터에 완벽 대응되는 비히클.
필살기: 엑스 블레스터

#### 엑스콤보
힐러를 중심으로 결합하는 복합기로 엑스버스터 합체 시 엑스버스터의 팔 부분이 된다. 시즌 2 2화에 첫 등장. 한 팔에는 리볼버가 달려 각종 포탄과 그물망을 발사하고, 다른 팔에는 톱날이 장착되어 적을 베거나, 톱날을 발사할 수도 있다.
필살기: 공포탄, 버스터 체인 쏘우, 버스터 웹, 버스터 쏘우, 버스터 스매쉬, 마그네틱 볼, 마하 콤보

#### 엑스크레인
서플라이를 중심으로 결합하는 크레인으로 엑스버스터 합체 시 엑스버스터의 하체 부분이 된다. 시즌 2 1화에 첫 등장. 한 쪽엔 커다란 집게발이 장착되어 수송용으로 사용되고, 한 쪽에는 포가 장착되어 있어 장애물을 폭파시키며 전진 가능하다.
필살기: 섬광탄, 버스터 크로, 아이언 브레이크, 연막탄, 마하 크레인, 스핀 크로, 버스터 크레인

#### 엑스버스터
레인저의 엑스라이더, 힐러의 엑스콤보, 서플라이의 엑스크레인이 3단 합체한 최강의 로봇. 시즌 2 4화에 첫 등장. 허리춤에 포가 달려있어 양 손이 묶인채로도 공격 가능하고, 다른 한 쪽 허리춤에 달린 집게로 목표물을 낚아 채는 것도 가능한데다 양 손에 플라즈마 검을 생성시키거나, 한 손에 집게가 달린 티버스터와는 달리 양 손 모두 무기가 달려 공격용으로 쓸 수 있기 때문에 기능성 전투력만 보면 티버스터보다 위이다.
필살기: 버스터 체인 슬레셔, 버스터 프로텍트, 버스터 크로스 캐논, 버스터 플라즈마 빔, 버스터 체이서, 버스터 웹, 버스터 블레스터, 버스터 체인 쏘우
기울인 글씨

### 공대장 반 친구

#### 김수지(CV:안영미)
히로인. 대장이가 짝사랑하는 소녀. 하지만, 너무 천연이다. 예를 들면, 대장이가 축구공에 맞았을 때 "와~ 대장이가 얼굴로 공을 막아냈어!"라고 한다거나, 멧돼지를 보고 "멧돼지야 이리온~"라고 하며 사탕을 주려고 한다거나 자기한테 달려드는 멧돼지를 보고도 환하게 웃으며 사탕 먹으려고 달려드는 줄 안다. 실제로 멧돼지한데 사탕 먹이면 죽는다. 사탕을 먹으면 멧돼지가, 안 먹으면 주려고 했던 사람이 죽는다. 티드론에 매달려 하늘로 끌려가는 멧돼지를 보고 "와~ 멧돼지는 원래 나는 거였구나~!"라고 한다거나. 24화에 동굴에서 조난당한 사건이후로, 버스터 팀 존재를 대충 눈치챈 것 같지만, 워낙에 어리버리한 지라 대충 넘어가고 있는듯. 26화 때 스스로 자폭한 버스터 팀 조각을 모으는 장면이 마지막으로 나온다. 부모님이 NASA 직원이란 설정이라는 이야기가 있다.

#### 고나미(CV:안영미)
수지랑 같이 다니는 여자 아이. 얼빵한 수지에게 옆에서 세상 상식을 가르쳐 준다. 미키를 좋아하고, 공대장은 무시하는 경향이 있다. 13화는 완전 나미 특집 에피소드 수준인데, 이때 메딕이 만든 머리핀을 착용하고 나서 공대장에게 반하여 얀데레 수준으로 각성한다. 공대장은 오히려 나미의 성격때문에 나미를 무서워하고 있다.

### 공대장 가족

#### 공상사(CV:홍범기)
공대장의 아버지. 직업은 군인, 계급은 중령이다. 군인이라는 직업과는 달리 말투가 나긋나긋하고, 온화한 성격에 약간 아내 바보, 자식 바보 같은 면도 있다. 4화에서 아끼는 화분이 깨졌으나 못본 건지 뭔지는 모르겠지만 화를 내지 않았다. 7편에서 공대장에게 세차를 맡겼다가 차를 잃었다. 14화 때 공주와 몸이 바뀌었는데 공주의 몸에 아저씨처럼 행동한다. 그리고 버스터즈랑 싸우는데 위에서 상술했듯 진짜 공상사 몸은 놀이터에 있다. 모든 사태가 정리되고 아내한테 생선으로 맞았다. 20화에서 가족끼리 외식을 하러 가기위해 운전을 하는데 아담한 본인 차에 몸을 우겨넣고, 조심조심 운전한다. 근데도 땀을 뻘뻘 흘리는 게 좀 이상하더라니, 옆에서 부인이 더 밟으라고 하자 순순히 더 밟기는 하는데 중앙선을 넘나들며 화려한 솜씨로 운전을 한다. 외식하는 식당에 도착했을 땐, 버스터 팀보다는 못해도 차가 박살나 있었다. 25, 26화 때 폭주하는 버스터 팀을 상대로 군대를 총 지휘하며 싸웠다. 가족들에겐 민방위 훈련이라며 안심시키고 헬기에 타서 직접 진두지휘 하는 모습이 일품. 이 때 한정으로 평소의 어벙한 모습은 간데없이 진지하지만 티버스터의 공격으로 헬기가 추락하자 그 속에서 기절해버리며 평소의 헤롱헤롱한 모습이 되고 말았다. 시즌 2 15화에서 핼러윈 대위에게 한 이야기로 보아 버스터 팀의 정체에 딱히 관심은 없었던 듯하다.

#### 왕소라(CV:안영미)
공대장의 어머니. 화나면 엄청 무섭다. 얼음 기둥에 막힌 현관문을 차서 열거나, 당근을 한쪽 손의 아귀힘 만으로 박살내기도 한다. 눈치는 둔한지 버스터 팀의 난장판을 몇 번이나 목격했는데도 눈치 못채고 공대장만 야단친다. 그래도 평소엔 다정다감한 엄마인 듯, 대장이 말론 공부 못하는 공대장을 공부 일로 야단치거나 하는 일도 없고, 엄친아 미키를 칭찬할 때도 흔한 엄마들의 대사인 "넌 왜 쟤처럼 못하니?"라고 하는 일 없이 "미키랑 친하게 지내렴~"정도로만 끝낸다. 거기다 그런 정도로 말했는데도 대장이는 막 미키에게 깨진 뒤라서 그 말에도 마음이 상해 문을 세게 닫으며 자기방에 들어갔는데도 화내는 일 없이 당황한 모습을 보여줬다. 7화에서 차를 잃은 공상사를 위로해준다. 20화에서 버스터 팀 걸음 속도로 운전하는 남편을 타박하다 속도를 올린 대신 중앙선을 넘나드는 화려한 남편 운전 솜씨에 죽을 고비를 간신히 넘기고 돌아가는 길엔 본인이 운전하다 버스터 팀에 의해 지옥을 경험했다 그래도 확실히 공상사 보다는 운전 실력이 좋은 듯. 메딕한테 마개조 당해 브레이크도 없이 150이 넘어가는 속도로 달리는 차를 신의 기술로 운전해 같은 도로를 달리던 다른 차를 전혀 치지 않았다. 시즌 2 15화에서 할러윈 대위가 버스터늄을 추적해 공대장의 방에 강제 침입하자, 화가 나 돌려차기로 대위를 쫓아냈다.

#### 공주(CV:강시현)
공대장의 귀여운(?) 여동생. 아직 유치원도 안 다니는 옹알이 중인 여자애다. 시그널의 그녀, 인형 미미의 주인이지만, 인형보다는 로봇을 더 좋아하는 것 같다. 버스터 팀만 보면 "노보♥!"하면서 달려들기에 버스터 팀에겐 공포의 대상이다. 버스터 팀에게 키즈 솔져라는 무시무시한 존재들을 처음 알게해준 기념비적인 최대 적. 버스터 팀은 임무가 아닌 이상 절대 가까이 하지 않는다. 14화에서 메딕이 공대장의 명령으로 만든 발명품 바디 체인져의 실험 대상이 되어 아빠랑 몸이 바뀌었는데 이 때 티버스터가 상대해도 전혀 이상할 것이 없는 포스를 보여주었다 작품이 공대장과 버스터 팀의 우정(?) 이야기 중심이라 공대장이 공주를 돌봐주는 장면은 잘 안나오는 편인데, 이 14화를 보면 꽤 자기 오빠를 좋아하는 모양인지, 그 크게 변한 몸으로 "오빠♥!"를 외치며 돌격을 해대는 통에 공대장은 혼비백산해서 깔리지 않게 도망다니기 바빴다. 시즌 2에서도 변한 건 없으며, 티버스터 덕택에 인형보다는 로봇을 더 좋아하는 걸 가족들이 알게 됐는지, 한정판 금로봇도 선물받는 등 행복하게 지내고 있다. 공대장도 이제 제법 능숙하게 버스터 팀에게 애 돌보기를 맡기고 있다. 16화에서 엑스버스터 팀과도 그 팀의 결합기와도 거뜬히 버티는 모습이 과연 최강의 적군(?)이라는 이름 값을 한다.

### 악역

#### 블랙어썰트(CV:최낙윤)
전설의 용병 '블랙버스터'의 리더이자 어썰트의 형. 진지하고 엄격해 보이지만 실상은 그 어썰트보다 비겁한 사기꾼이자 EXIT 수배범으로 사실상 극장판 만악의 근원. 오래전 임무 중 웜홀 사고로 인해 동료들을 잃은 후 EXIT에서 쫓겨나 정처없이 떠돌다 우주 해적에게 바위 조각을 진짜 로봇처럼 속여 팔다 불잡혀 노예 신세가 된다. 이후 티버스터에게 접근해 티버스터 대원들을 훈련시키며 신뢰를 얻고, 이후 티버스터를 배신해 로봇을 훔치지만 엑스버스터에게 제압당해 붙잡혀버린다. 이후 우주 해적과의 싸움에서 어썰트의 자비로 풀려나 도망치지만 티버스터와의 의리를 저버릴 수 없어 자신의 우주선으로 우주 해적에게 돌진해 리타이어한다. 이후 티버스터가 블랙어썰트가 희생했다고 생각했는지 그의 우주선 망치를 사용하지만 그때 아직 쓰러지지 않았고, 티버스터의 공격에 우주선 내에서 이리저리 굴러다닌다. 마지막엔 우주 해적으로부터 자유로워진 뒤 동료들을 찾으러 우주로 떠난다.

## 목소리 출연
- 홍범기 - 어썰트 / 메딕 / 헤비 / 시그널 / 공상사 / 서플라이 / 미키
- 안영미 - 공대장 / 스나이퍼 / 나미 / 수지 / 왕소라
- 안효민 - 공박사 → 공대왕 / 레인저
- 강시현 - 공주 / 힐러 / 우주 해적
- 최낙윤 - 블랙 어썰트 / 고릴라 로봇

## 방영 목록

### 1기
| 회차       | 방송 일자       |
| ---------- | --------------- |
| 1회        | 2017년 1월 7일  |
| 2회        | 2017년 1월 14일 |
| 3회        | 2017년 1월 21일 |
| 4회        | 2017년 2월 4일  |
| 5회        | 2017년 2월 11일 |
| 6회        | 2017년 2월 18일 |
| 7회        | 2017년 3월 4일  |
| 8회        | 2017년 3월 18일 |
| 9회        | 2017년 3월 25일 |
| 10회       | 2017년 4월 1일  |
| 11회       | 2017년 4월 8일  |
| 12회       | 2017년 4월 15일 |
| 13회       | 2017년 4월 22일 |
| 14회       | 2017년 4월 29일 |
| 15회       | 2017년 5월 6일  |
| 16회       | 2017년 5월 13일 |
| 17회       | 2017년 5월 20일 |
| 18회       | 2017년 5월 27일 |
| 19회       | 2017년 6월 8일  |
| 20회       | 2017년 6월 15일 |
| 21회       | 2017년 6월 22일 |
| 최종회(22) | 2017년 7월 6일  |

### 2기
| 회차       | 방송 일자        |
| ---------- | ---------------- |
| 1회        | 2018년 11월 22일 |
| 2회        | 2018년 11월 29일 |
| 3회        | 2018년 12월 6일  |
| 4회        | 2018년 12월 13일 |
| 5회        | 2018년 12월 20일 |
| 6회        | 2018년 12월 27일 |
| 7회        | 2019년 1월 3일   |
| 8회        | 2019년 1월 10일  |
| 9회        | 2019년 1월 17일  |
| 10회       | 2019년 1월 24일  |
| 11회       | 2019년 1월 31일  |
| 12회       | 2019년 2월 14일  |
| 13회       | 2019년 2월 21일  |
| 14회       | 2019년 2월 28일  |
| 15회       | 2019년 3월 7일   |
| 16회       | 2019년 3월 14일  |
| 17회       | 2019년 3월 21일  |
| 18회       | 2019년 3월 28일  |
| 19회       | 2019년 4월 4일   |
| 최종회(20) | 2019년 4월 11일  |